# Meszesi apátság
A meszesi apátság a Porolissum római erőd romjaira épült, egy 502 méter magas hegytetőn, romjai a mai Nyirsid határában találhatók.
Az apátságot még Álmos herceg, I. Géza király fia alapította 1096-1106 körül Antiochiai Szent Margit tiszteletére.
Az apátság alapításáról az első okleveles említés III. István 1165-ben kelt eredetiben megmaradt okleveléből maradt fenn, a király ugyanis a Meszesi kapun áthaladó sószállító szekerekről egy-egy darab kősót rendelt a monostor szükségleteire. 
Az apátság jövedelmét III. Béla felesége, Anna, majd II. András is gyarapította jövedelmét, nekik adományozva a szolnoki várnépekkel közös Kirva (Kelewa) nevű földet. 
1270 körül apátja leírta egy lakatlan birtok határait, 1281-ben pedig Kun Erzsébet királyné István apát kérésére visszaadta a monostornak a zilahi vámjövedelem ötödét, amit egykor Anna királynétól kapott. 
Miután az apátság a 14. század végén elnéptelenedett, I. Lajos király 1361-ben, a Meszes-Apáth nevű monostort Kusalyi Jakcs mesternek adományozta Nyirsid, Mojgrád, Vártelek, Kerikapatak, Bered és Monostorpatak nevű helységekkel együtt. 
1423-ban Kusalyi Jakcs György fiát iktatták be Monostorpatak oláh falu birtokába. Ez a monostorhegynek Zsákfalvára lejtő déli oldalán fekhetett, a mai Pometulnak (gyümölcsös) nevezett határrészen.
Az egykori monostor színhelyét töredékes kőfaragványok és I. Lajos király koráig terjedő éremleletek igazolják. 
A Pannonhalmi Főapátság leírása szerint az apátságnak a bencésekhez való tartozásáról nincsenek adatok, az apátság az 1235-ben készült premontrei monostorjegyzékben (catalogus Ninivensis) a váradhegyfoki prépostság filiájaként tűnt fel. Premontrei voltának ellentmond az is, hogy 1281-ben István apát folyamodott Erzsébet királynéhoz, ugyanekkor Magyarországon a premontrei monostorok elöljáróit ez időben már prépostoknak nevezték és nem apátoknak.